# 辣汁树
辣汁树（学名：Cinnamomum tsangii）是樟科肉桂属的植物，是中国的特有植物。分布于中国大陆的福建、广东、湖南、江西等地，生长于海拔720米的地区，多生长在山顶疏林或密荫混交林中，目前尚未由人工引种栽培。

## 别名
怀德樟、海南樟（海南植物志）